# یان ژیژکا
یان ژیژکا (به چکی: Jan Žižka) (۱۳۶۰–۱۴۲۴ میلادی) سپهسالار چک و نجیب‌زاده فقیری بود که پس از کشته‌شدن یان هوس فرمانده پیروان جنبش دینی مسیحی موسوم به هوسی‌ها شد.

## زندگی

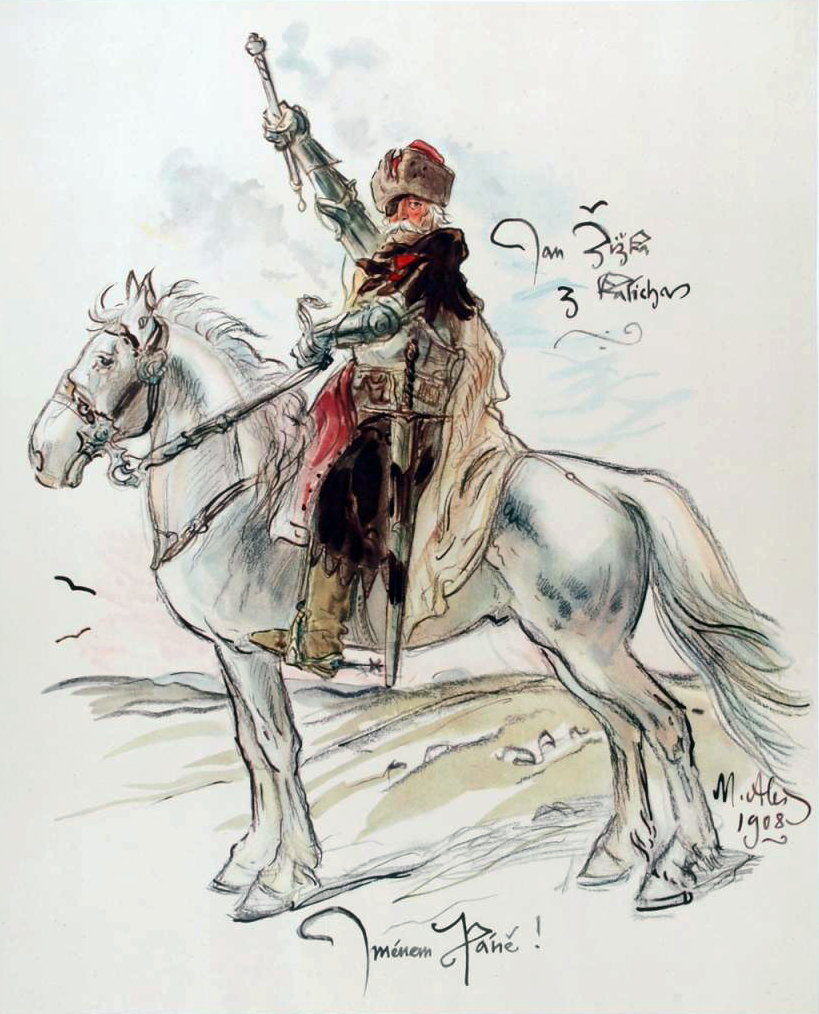
یان ژیژکا

یان ژیژکا سال ۱۳۶۰ در جنوب بوهم به دنیا آمد. وقتی که ده سال داشت یک چشم خود را از دست داد. از سال ۱۴۱۰ در خدمت شاه لهستان و پس از برگشتن به بوهم در خدمت شاه ولادیسلاو چهارم بود. در آن زمان به نمازخانه‌ای که کشیش یان هوس درآنجا وعظ می‌کرد می‌رفت و وعظ یان هوس را دوست داشت. یان ژیژکا پس از شهادت کشیش یان هوس در سال ۱۴۱۵ م. فرمانده بسیج دینی که هوسیت نام داشت، شد. یان ژیژکا مردم فقیر را جمع و به ارتشی بزرگ تبدیل کرد. در سال ۱۴۱۹ سربازان یان ژیژکا پراگ را ترک کردند و نزدیک شهر پلزن ارتش کاتولیک را شکست دادند. پس از شکست ارتش کاتولیک، آنها به شهر تابور رفتند.

## شهر تابور
شهر تابور (به فارسی لشگرگاه) مرکز ارتش بسیج بود. مردمان فقیر از سراسر کشور پادشاهی چک به شهر تابور می‌آمدند و تمام دارایی‌شان را به بسیج دینی می‌بخشیدند و سربازان مقدس می‌شدند. این اموال جمع شده عادلانه بین همه تقسیم می‌شد. سربازان بسیجی سلاح خود را وسایل زندگی روزمره‌شان می‌ساختند و به این دلیل استفاده از این اسلحه‌ها برای آنها که انسان‌هایی معمولی و بدون آموزش‌های ویژه رزمی بودند، مشکل نبود.

## جنگ سودومیر

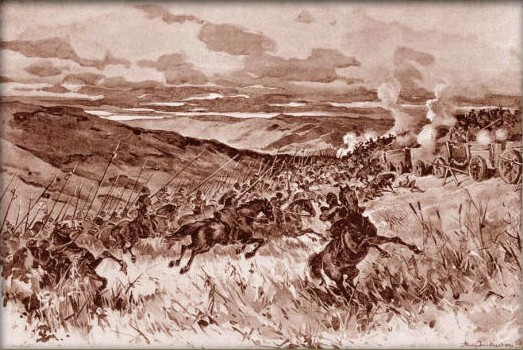

پس از شکست دادن ارتش کاتولیک نزدیک شهر پلسنر (Plzeň) یان ژیژکا به شهر تابور رفت. شاه واتسلاو چهارم ارتش جدیدی جمع و شروع به تعقیب سربازان بسیجی کرد. یان ژیژکا تنها ۴۰۰ فرد مسلح داشت که در میان آن‌ها زن‌ها، بچه‌ها و کشیش‌ها نیز بودند. این گروه بسیجی به وسیله ۲۰۰۰ نفر سرباز کاتولیک که سرتا پا مسلح بودند، تعقیب شد.
یان ژیژکا نزدیک یک لجنزار رسید و تصمیم گرفت که در همین‌جا ارتش کاتولیک را شکست بدهد. وی در نزدیکی این لجنزار دیواری از گاری‌ها ساخت. ارتش کاتولیک می‌خواست به این دیوار حمله کند ولی سوارکارهای آن زمانی که می‌خواستند به این دیوار نزدیک شوند در لجن گیر کردند و در آن فرورفتند. سربازان کاتولیک که زرههای سنگین داشتند نمی‌توانستند حرکت کنند. سربازان ارتش بسیج که زره‌های سنگین نداشتند، می‌توانستند در لجن حرکت کنند و سربازان کاتولیک را به وسیله نیزه‌های دسته چوبی کشتند. در این جنگ تقریباً ۲۰۰۰ سرباز کاتولیک کشته شد.

## جنگ کوه ویتکوف

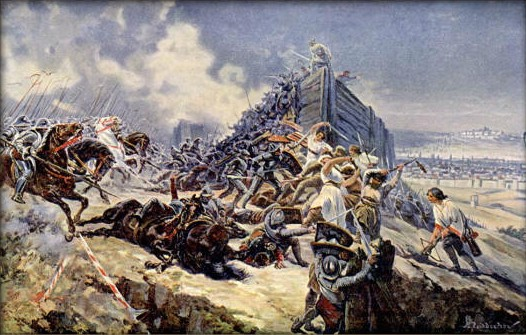
جنگ کوه ویتکوو

در سال ۱۴۲۳ پاپ آغاز جنگ صلیبی را اعلان کرد. پاپ از سراسر اروپا جنگجویان صلیبی را جمع کرد و می‌خواست پراگ را اشغال کند. رهبر ارتش صلیبی زیکموند لوکسنبرگ شد. یان ژیژکا با نیروهای بسیج‌شده شهر تابور را ترک کرد و به پراگ رفت. یان ژیژکا نزدیک پراگ بر فراز کوه ویتکوف، دژی ساخت تا جنگجویان صلیبی نتوانند پراگ را محاصره کنند. سربازان صلیبی به دلیل مقاومت جنگجویان بسیج‌شده نتوانستند پراگ را اشغال کنند.

## اسقف اعظم

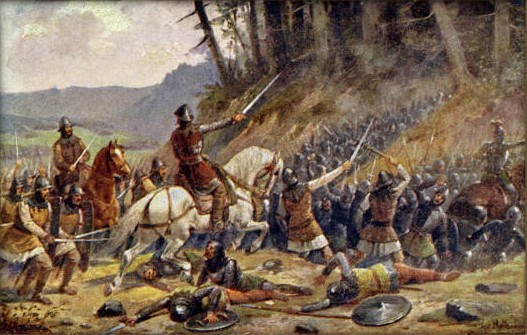

ارتش صلیبی که به وسیله اسقف اعظم رهبری می‌شد می‌خواست جنگجویان بسیج را شکست بدهد.
سوارکارهای سرتا پا مسلح کاتولیک می‌خواستند دشمن خود را به وسیله حمله‌ای ناگهانی نابود کنند ولی هنگامی که آواز بسیجیان را شنیدند، ترسیدند و فرار کردند، به طوری که اسقف اعظم درهنگام فرار کلاه از سرش افتاد.

## مرگ
سال ۱۴۲۳ وقتی که قلعه رابی را فتح کرد دومین چشم خود را از دست داد. در سال ۱۴۲۳ پاپ جنگ صلیبی دوم را اعلان کرد. ارتش صلیبی دو گروه داشت نخستین گروه به شهر ژاتتس و گروه دوم که به وسیله شاه زیکموند لوکسنبرگ رهبری می‌شد به شهر کوتنا هورا حمله کردند. شاه زیکموند ارتش بسیج را محاصره کرد ولی پس از چند روز ارتش بسیج حصر ارتش صلیبی را شکست و شاه زیکموند مجبور شد بوهم را ترک کند. یان ژیژکا سال ۱۴۲۴ در شهر پریبیسلاو در گذشت. یان ژیژکا از هیچ دشمنی شکست نخورد.